# Gare de Saint-Amarin
Gare de Saint-Amarin vasútállomás Franciaországban, Saint-Amarin településen.

## Vasútvonalak
Az állomást az alábbi vasútvonalak érintik:
- Lutterbach-Kruth-vasútvonal

## Kapcsolódó állomások
A vasútállomáshoz az alábbi állomások vannak a legközelebb:
- Gare de Ranspach
- Gare de Moosch